# Алин-Грејпвју (Вашингтон)
Алин-Грејпвју (енгл. Allyn-Grapeview) град је у америчкој савезној држави Вашингтон.

## Демографија
По попису из 2000. године број становника је 2.004.
| Група             | 2000.         | 2010.    |
| Белци             | 1.847 (92,2%) | 0 (0,0%) |
| Афроамериканци    | 8 (0,4%)      | 0 (0,0%) |
| Азијати           | 5 (0,2%)      | 0 (0,0%) |
| Хиспаноамериканци | 34 (1,7%)     | 0 (0,0%) |
| Укупно            | 2.004         | 0        |